# La Nuit d'Halloween (film, 1999)
Pour les articles homonymes, voir La Nuit d'Halloween et Halloween (homonymie).
Série
Terreur
(1995)
Pour plus de détails, voir Fiche technique et Distribution.
Ne doit pas être confondu avec la fête d'Halloween ou Halloween, la Nuit des masques.
La Nuit d'Halloween (The Fear: Resurrection ou Halloween Night) est un film d'horreur canadien réalisé par Chris Angel, sorti en 1999. 
Il fait suite à Terreur, sorti en 1995.

## Synopsis
Pour fêter Halloween, Mike invite sa fiancée et quelques amis à un week-end en forêt, dans la ferme isolée de ses parents. Quelques jours qui s'annoncent délirants et qui devrait couronner un bal masqué se transforment vite en cauchemar : la présence d'un convive indésirable, un certain Morty, véritable loc de haine démoniaque taillé dans le plus résistant des bois, qui va participer à la fête, mais à sa façon...

## Fiche technique
- Titre : La Nuit d'Halloween
- Titre original : The Fear: Resurrection
- Réalisation : Chris Angel
- Scénario : Kevin Richards
- Musique : Robert O. Ragland
- Producteur : Mary Beth Jenner et Clint Lien
- Producteurs exécutifs : Randy Simon et Greg H. Sims
- Pays :  Canada
- Langue : anglais
- Genre : horreur et fantastique
- Durée : 97 minutes
- Date de sortie : 
  -  États-Unis : 5 octobre 1999

## Distribution
- Gordon Currie : Mike Hawthorne
- Stacy Grant : Peg
- Phillip Rhys : Mitch
- Myc Agnew : Chris
- Emmanuelle Vaugier : Jennifer
- Kelly Benson : LisaAnne
- Brendan Beiser : Ned
- Rachel Hayward : Trish
- Larry Pennell : le grand-père
- John Fedele : Morty
- Betsy Palmer : la grand-mère